# Mansakonko
Mansakonko är huvudort i regionen Lower River i Gambia. Den ligger i den centrala delen av landet, 110 km öster om huvudstaden Banjul. Antalet invånare var 331 vid folkräkningen 2013.